# Ōita-præfekturet
Ōita-præfekturet (大分県 Ōita-ken) er et præfektur i Japan.
Præfekturet ligger på den nodøstlige del af øen Kyūshū. Det har 1.121.589 (2021) indbyggere og et areal på 6.341 km2
. Hovedbyen er byen Ōita.